# Taylor Rochestie
Taylor Campbell Rochestie (* 1. Juli 1985 in Houston, Texas) ist ein US-amerikanisch-montenegrinischer Basketballspieler. 2010 war Rochestie im Trikot der BG 74 Göttingen Newcomer of the Year der deutschen Basketball-Bundesliga sowie MVP des Finalturniers der EuroChallenge 2009/10. Seit Jahresbeginn 2014 spielt er für den russischen BK Nischni Nowgorod.

## College
Nach seinem High-School-Abschluss in Santa Barbara in Kalifornien begann Rochestie sein Studium an der Tulane University in Louisiana. Dort stand er im Kader der Green Wave, dem Hochschulteam der Tulane University, welches in der NCAA Division I spielt. Nach gut einem Jahr kehrte er in einen Westküstenstaat zurück und setzte sein Studium an der Washington State University fort. Gemäß den Regularien der NCAA war er bis Saisonbeginn 2006/07 bzw. Herbstsemester 2006 nicht für die Cougars spielberechtigt. In den folgenden drei Jahren war der größte Erfolg der Cougars der Einzug in die 3. Runde (auch unter Sweet Sixteen bekannt) 2008, wo man dem Regionalsieger und Final-Four-Teilnehmer UNC Tar Heels unterlag. Dies war das weiteste Vordringen der Cougars in einem NCAA-Basketballturnier seit dem verlorenen Meisterschaftsfinale 1941.

## Europa
Zur Saison 2009/10 wechselte Rochestie in die Basketball-Bundesliga zur BG Göttingen. Zum Ende der Hauptrunde wurde er von den 18 Beko BBL-Coaches und von ausgewählten Medienvertretern in einem Abstimmungsverfahren mit 75 Punkten zum „Newcomer of the Year“ gewählt. Mit der BG 74 gewann er anschließend das in Göttingen selbst ausgetragene Final-Four-Turnier der EuroChallenge und wurde zum Most Valuable Player dieses Turniers ernannt. Der erste Titelerfolg der BG 74 auf einer überregionalen Ebene war der erst dritte Titelgewinn einer deutschen Vereinsmannschaft in einem europäischen Wettbewerb. Für die Saison 2010/11 wurde er zunächst vom türkischen Verein Galatasaray Café Crown aus Istanbul verpflichtet, der ihn jedoch Anfang Februar 2011 aus dem Vertrag wieder entließ. Anschließend wurde er von Alba Berlin analog zur vorhergehenden Rückkehr von Heiko Schaffartzik aus der türkischen Basketballliga wenige Tage später für den Rest der Saison unter Vertrag genommen. Mit Alba konnte Rochestie die Play-off-Finalserie um die Deutsche Meisterschaft erreichen, welche gegen den Double-Gewinner und Titelverteidiger Brose Baskets aus Bamberg verloren ging. Zur Saison 2011/12 unterschrieb Rochestie einen Vertrag bei MSB aus Le Mans. Nach einem Jahr in Frankreich wechselte Rochestie zur Saison 2012/2013 nach Spanien zu Caja Laboral aus Vitoria-Gasteiz. Bereits im Januar 2013 verließ er den Verein wieder und wechselte nach Italien zu Angelico Biella. Dort konnte er jedoch nicht verhindern, dass Biella nach zwölf Spielzeiten Erstligazugehörigkeit als Tabellenletzter absteigen musste. Für die darauffolgende Spielzeit bekam Rochestie dennoch einen Vertrag beim italienischen Serienmeister Montepaschi aus Siena, der nach finanziellen Problemen zuvor einen personellen Aderlass hatte hinnehmen müssen. Siena schied nach dem personellen Umbruch auch in der Vorrunde der EuroLeague 2013/14, worauf Daniel Hackett und schließlich auch Rochestie den Verein verließen. Rochestie bekam Anfang 2014 einen neuen Vertrag in der VTB United League beim Verein aus Nischni Nowgorod, bei dem mit seinem Landsmann Dijon Thompson ein weiterer ehemaliger Spieler von ALBA Berlin im Kader steht. Seit August 2017 spielt er für den aktuellen ABA League Meister KK Crvena Zvezda.

## Erfolge
- 2010: EuroChallenge-Sieger mit der BG 74 Göttingen

## Auszeichnungen
- 2010: Newcomer of the Year der BBL, MVP des Final Four in der EuroChallenge